# Euthalia krannon
Euthalia krannon är en fjärilsart som beskrevs av Hans Fruhstorfer 1906. Euthalia krannon ingår i släktet Euthalia och familjen praktfjärilar. Inga underarter finns listade i Catalogue of Life.